# Syd Hoare
Sydney Reginald „Syd” Hoare (ur. 18 lipca 1939, zm. 12 września 2017) – brytyjski judoka. Olimpijczyk z Tokio 1964, gdzie zajął siedemnaste miejsce w wadze średniej.
Uczestnik mistrzostw świata w 1965. Srebrny medalista mistrzostw Europy w 1965 roku. 

## Letnie Igrzyska Olimpijskie 1964
| Konkurencja | Eliminacje           | Eliminacje              | Klas. końcowa |
| Konkurencja | Przeciwnik I         | Przeciwnik II           | Miejsce       |
| ----------- | -------------------- | ----------------------- | ------------- |
| 80 kg       | Jan Snijders (NED) P | Lionel Grossain (FRA) P | 17.           |